# (1980) Tezcatlipoca
(1980) Tezcatlipoca (aussi nommé 1950 LA) est un astéroïde Amor, découvert le 19 juin 1950 par Albert George Wilson et Åke Wallenquist à l'observatoire Palomar en Californie.
Il a été nommé en hommage à Tezcatlipoca, dieu de la mythologie aztèque.